# Ferdinandshof
Ferdinandshof er en by og kommune i det nordøstlige Tyskland, beliggende i Amt Torgelow-Ferdinandshof i den sydøstlige del af Landkreis Vorpommern-Greifswald. Landkreis Vorpommern-Greifswald ligger i delstaten Mecklenburg-Vorpommern.

## Geografi
Ferdinandshof er beliggende mellem Ueckermünder Heide og moseområdet Friedländer Große Wiese i et meget fladt område. Flere afvandingskanaler fra de tidligere moseområder løber, ved Ferdinandshof, ud i den opgravede flod Zarow, som fører vandet til Stettiner Haff. Ferdinandshof ligger i Vorpommern ved grænsen til det østligste punkt i det historiske Mecklenburg.
I kommunen ligger ud over Ferdinandshof, landsbyerne Aschersleben, Blumenthal, Louisenhof og Sprengersfelde.
Bundesstraße B 109 (Berlin–Greifswald) går igennem kommunen, ligesom jernbanen Berlin–Angermünde-Stralsund passerer området.

## Eksterne kilder og henvisninger
- Wikimedia Commons har flere filer relateret til Ferdinandshof
- Kommunens websted Arkiveret 14. april 2018 hos  Wayback Machine
- Befolkningsstatistik mm Arkiveret 19. februar 2016 hos  Wayback Machine